# どうにかなるさ
『どうにかなるさ』は、1970年4月5日に発売されたかまやつひろしのシングル盤の楽曲である。

## 解説
- ザ・スパイダース在籍中に発表された。
- 元々は同じグループ・サウンズのザ・タイガースのメンバーである岸部修三・岸部シロー兄弟のユニット、サリー&シローの1970年2月発表のアルバム『トラ70619』への提供曲だった。ザ・タイガース解散コンサート（1971年1月）においても修三が歌唱している。
- 自らのルーツ音楽でもあるカントリー・ミュージックの大御所、ハンク・ウィリアムズの「淋しき汽笛」"(I Heard That) Lonesome Whistle"（1951年）にインスパイアされた作品だと言われている。
- 1971年6月、スパイダース解散後に発表されたアルバム「どうにかなるさ／アルバムNo.2」にも収録。
- 1972年の五つの赤い風船解散コンサートにゲスト出演したかまやつが一部の歌詞をグループを惜別する内容に変えて歌唱した。音源は五つの赤い風船のアルバム「ゲームは終わり」に「（赤い風船）どうにかなるさ」のタイトルで収録された。

## 収録曲
ともに、作詞:山上路夫、作曲・編曲:かまやつひろし
Side:A
1. どうにかなるさ　－　2分38秒

Side:B
1. つめたい部屋のブルース　－　3分44秒

## カヴァー
- 尾崎紀世彦（1971年のアルバム『尾崎紀世彦アルバムNo.4』『GOLDEN☆BEST 尾崎紀世彦』収録、編曲：筒美京平）
- ハンバートハンバート（2021年のアルバム『FOLK 3』収録）